# Jesús Montoya (poeta)

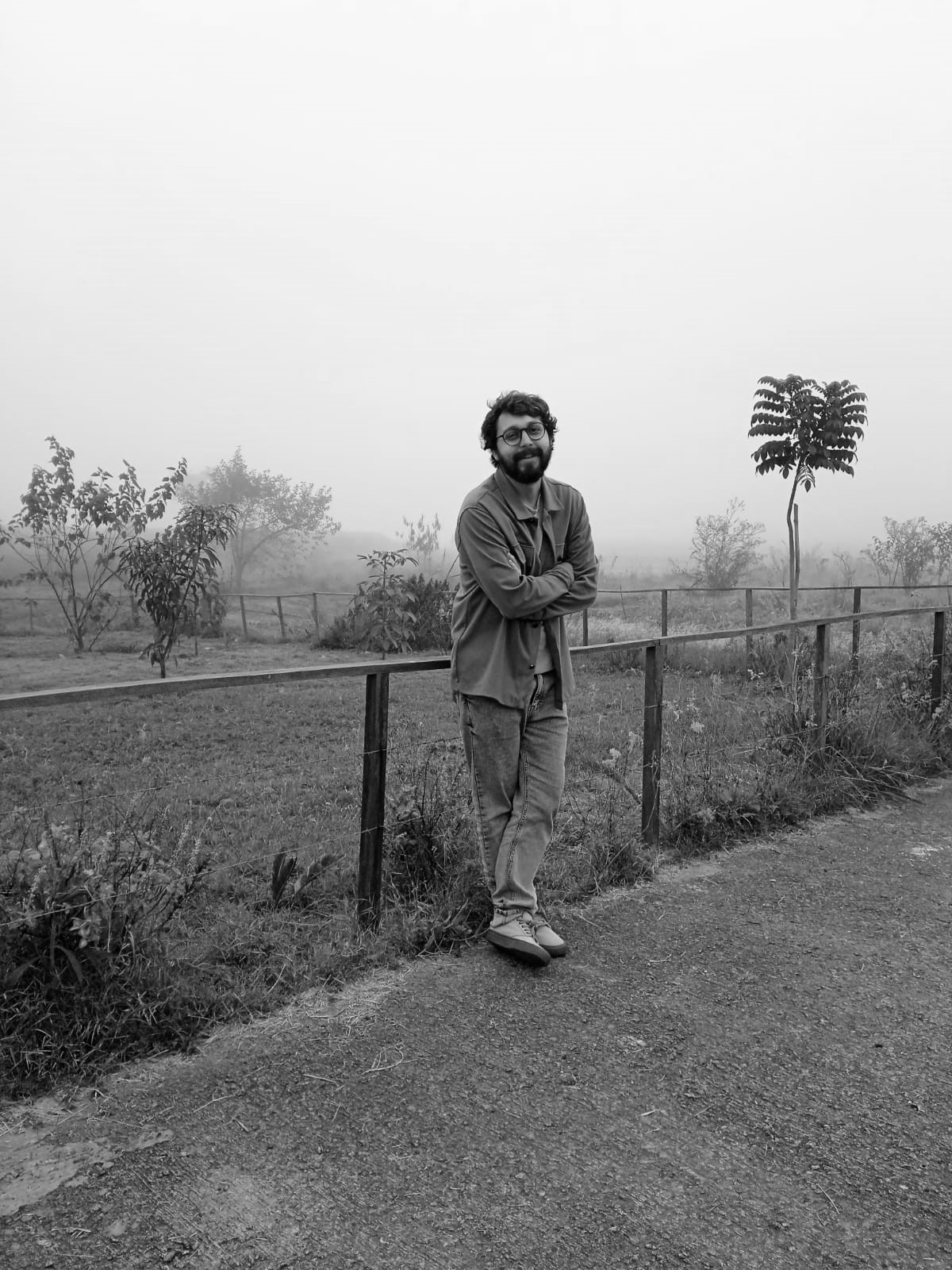
Jesús Montoya, Río Claro, Brasil, 2023.

Jesús Montoya (Mérida, Venezuela, 1993) es un poeta, traductor e investigador literario venezolano. Es Doctor en Estudios Literarios por la Universidad Federal de São Carlos (Brasil) y Magíster en la misma área por esta institución. Se formó en Letras mención Lengua y Literatura Hispanoamericana y Venezolana por la Universidad de Los Andes (Venezuela). Publicó los libros Primer viaje (Ediciones del Movimiento, 2014), Las noches de mis años (Monte Ávila Editores Latinoamericana, 2016, Premio de Obras para Autores Inéditos), Hay un sitio detrás de los incendios (Valparaíso Ediciones, 2017, I Premio Hispanoamericano de Poesía Francisco Ruiz Udiel), Rua São Paulo(Fundavag Ediciones, 2019), obra con la cual obtuvo la segunda edición del Premio Franco-Venezolano a la Joven Vocación Literaria, patrocinado por la Embajada de Francia en Venezuela, la Universidad de Carabobo y Fundavag Ediciones, y Transandínica(Hochroth Verlag, 2021), edición bilingüe español/alemán, con traducción de Léonce W. Lupette. Tradujo el disco de poemas Catecismo salvaje(El Taller Blanco Ediciones, 2021), del poeta brasileño Wilson Alves-Bezerra, además de diversas publicaciones sobre poesía brasileña contemporánea.Durante el año 2023 participó del I Aruba International Poetry Encounter en la isla de Aruba. Reside en Brasil desde el año 2018.

## Obras
- Primer viaje (Ediciones del Movimiento, 2014)
- Las noches de mis años (Monte Ávila Editores Latinoamericana, 2016)
- Hay un sitio detrás de los incendios (Valparaíso Ediciones, 2017)
- Rua São Paulo (Fundavag Ediciones, 2019)
- Transandínica (hochroth Verlag, 2021)

## Traducciones
- Catecismo salvaje - Wilson Alves-Bezerra (El Taller Blanco Ediciones, 2021)
- Trato con el viento. 22 voces de la poesía brasileña contemporánea (Editorial Escarabajo, 2024)
- Paubrasilia alucinata: historia natural de mi patria - Wilson Alves-Bezerra (Hanan Harawi Editores, 2024)